# Distrito administrativo del Seeland
El Distrito administrativo del Seeland (en alemán Verwaltungskreis Seeland) es uno de los diez nuevos distritos administrativos del cantón de Berna. Tiene una superficie de 335 km². La capital del distrito es Aarberg.
Creado el 1 de enero de 2010 de la unión de las comunas de los distritos de Erlach y Aarberg (con excepción de Meikirch) y parte de los distritos de Nidau y Büren. El nuevo distrito forma junto con el de Biel/Bienne la región administrativa del Seeland.

## Geografía
Situado en parte en la región conocida como Seeland, una región lacustre del cantón de Berna cerca a la cadena del Jura, y en eárea de influencia de la ciudad de Biel/Bienne. El distrito comprende parte del lago de Bienne y del de Neuchâtel.
El distrito del Seeland limita al norte con el distrito administrativo de Biel/Bienne, al noreste con los de Lebern (SO) y Bucheggberg (SO), al sureste con el de Berna-Mittelland, al sur con el de See/Lac (FR), al oeste con los de Broye-Vully (VD) y Neuchâtel (NE), y al oeste con el de Jura bernés.

## Comunas
| Distrito administrativo del Seeland | Distrito administrativo del Seeland | Distrito administrativo del Seeland |
| Comunas                             | Población (31.12.2014)              | Superficie km²                      |
| ----------------------------------- | ----------------------------------- | ----------------------------------- |
| Aarberg                             | 4422                                | 7.9                                 |
| Arch                                | 1531                                | 6.4                                 |
| Bangerten                           | 151                                 | 2.2                                 |
| Bargen                              | 982                                 | 7.9                                 |
| Brüttelen                           | 568                                 | 6.6                                 |
| Büetigen                            | 819                                 | 3.6                                 |
| Bühl bei Aarberg                    | 409                                 | 3.0                                 |
| Büren an der Aare                   | 3446                                | 12.7                                |
| Diessbach bei Büren                 | 967                                 | 6.3                                 |
| Dotzigen                            | 1424                                | 4.3                                 |
| Epsach                              | 329                                 | 3.4                                 |
| Erlach                              | 1346                                | 3.5                                 |
| Finsterhennen                       | 528                                 | 3.6                                 |
| Gals                                | 770                                 | 7.9                                 |
| Gampelen                            | 844                                 | 10.8                                |
| Grossaffoltern                      | 2948                                | 15.1                                |
| Hagneck                             | 401                                 | 1.8                                 |
| Hermrigen                           | 275                                 | 3.5                                 |
| Ins                                 | 3406                                | 23.9                                |
| Jens                                | 680                                 | 4.6                                 |
| Kallnach                            | 1951                                | 15.2                                |
| Kappelen                            | 1338                                | 10.9                                |
| Leuzigen                            | 1232                                | 10.3                                |
| Lüscherz                            | 528                                 | 5.4                                 |
| Lyss                                | 14 183                              | 14.82                               |
| Meienried                           | 54                                  | 0.7                                 |
| Merzligen                           | 396                                 | 2.3                                 |
| Müntschemier                        | 1309                                | 4.9                                 |
| Oberwil bei Büren                   | 828                                 | 6.7                                 |
| Radelfingen                         | 1219                                | 14.7                                |
| Rapperswil                          | 2420                                | 20.4                                |
| Rüti bei Büren                      | 823                                 | 6.5                                 |
| Schüpfen                            | 3680                                | 19.8                                |
| Seedorf                             | 2968                                | 20.9                                |
| Siselen                             | 584                                 | 5.5                                 |
| Studen                              | 3107                                | 2.7                                 |
| Täuffelen                           | 2691                                | 4.4                                 |
| Treiten                             | 427                                 | 4.7                                 |
| Tschugg                             | 440                                 | 3.3                                 |
| Vinelz                              | 855                                 | 4.6                                 |
| Walperswil                          | 986                                 | 7.0                                 |
| Wengi bei Büren                     | 598                                 | 7.1                                 |
| Worben                              | 2263                                | 2.8                                 |
| Total (43)                          | 71 126                              | 334.7                               |

## Cambios desde 2010

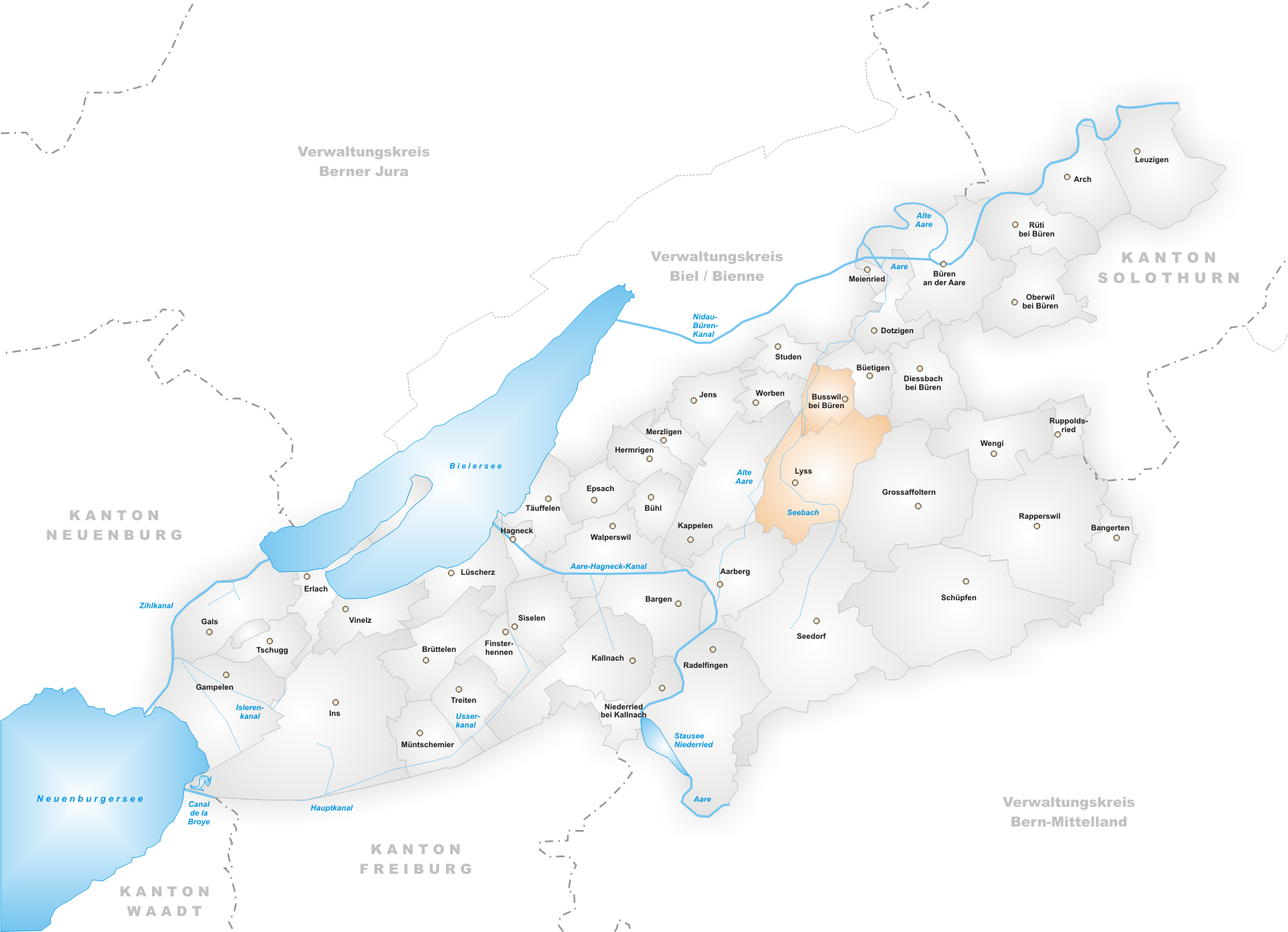
Comunas hasta 2010
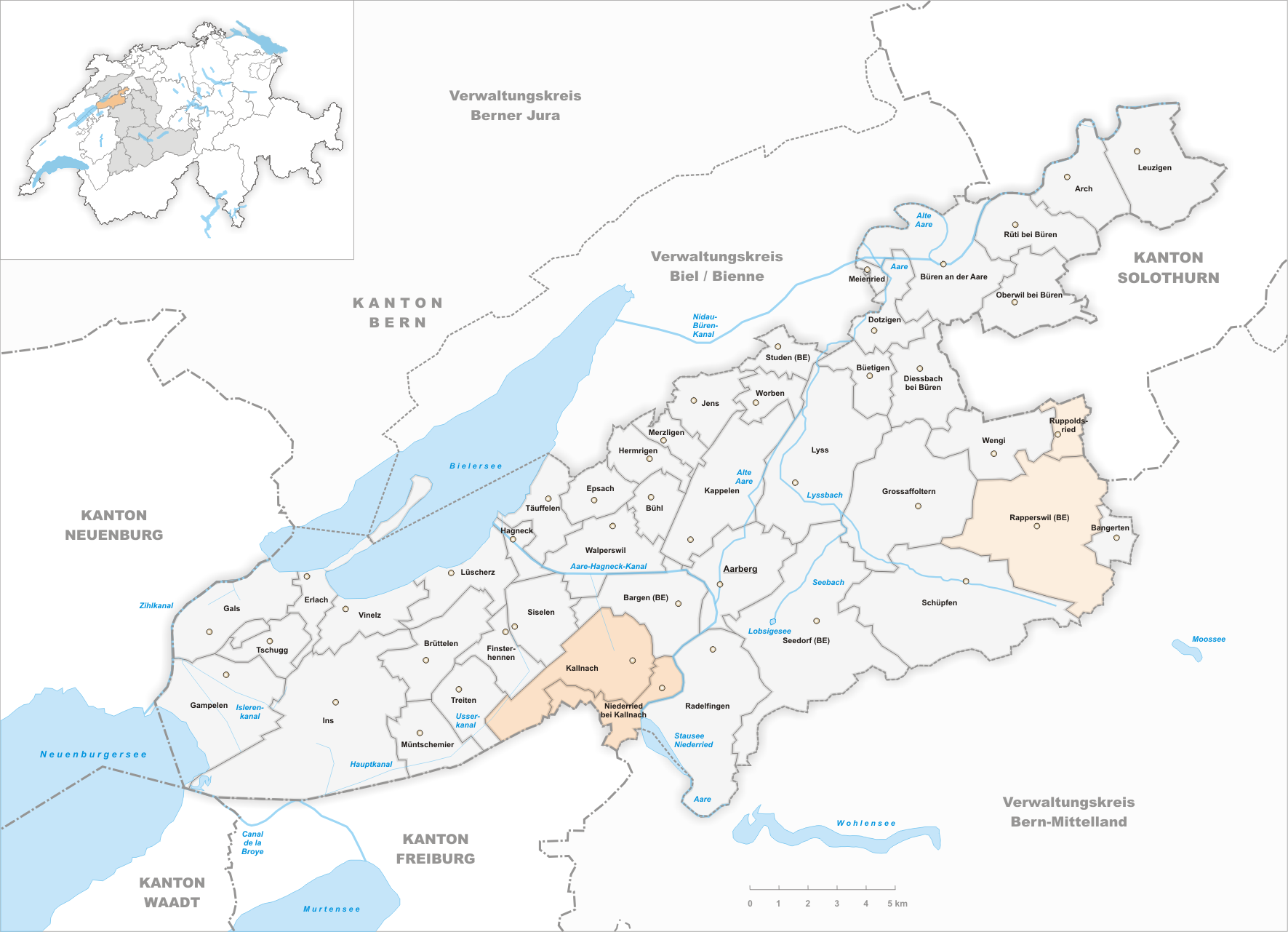
Comunas hasta 2012

### Fusiones
- 2011: Busswil bei Büren y Lyss → Lyss
- 2013: Ruppoldsried y Rapperswil → Rapperswil
- 2013: Kallnach y Niederried bei Kallnach → Kallnach